# Håkan Nesser
Sven Håkan Nesser, född 21 februari 1950 i Kumla, är en svensk författare.

## Biografi
Håkan Nesser är son till lantbrukaren Sven Nesser (1900-1974) från Översta i Hallsberg och kontoristen Maria Nesser, född Persson (1913-1997), från Fjelie i Skåne. Släktnamnet Nesser upptogs av fadern och hans bröder. Håkan Nesser föddes på Elvesta gård utanför Kumla, men när han var barn sålde fadern gården varpå familjen flyttade in i Kumla och fadern arrenderade i stället mark att bruka. Efter realskolan i Kumla och gymnasiet i Hallsberg började Nesser studera humaniora vid Uppsala universitet. Sedan han läst avslutande kurs på Lärarhögskolan blev han 1974 adjunkt i svenska och engelska. Först hade han en kortare anställning i Märsta men blev 1979 lärare på Tunabergsskolan i Uppsala, där han verkade fram tills att han 1998 blev författare på heltid. Däremellan var han gift och sedan äktenskapet sprack började han författa. Han debuterade 1988 med Koreografen, men skrev 1993 sin första kriminalroman, vilket blivit den genre som han slagit igenom med.
2006 till 2013 bodde Nesser utomlands, i New York och Storbritannien. Nesser var 2020 bosatt på Furillen, Gotland.
Den 14 juni 2024 dömdes Nesser av Svea hovrätt till ett och ett halvt års fängelse för tre fall av grovt skattebrott. I februari 2025 beslutade Högsta domstolen att avslå hans begäran om prövningstillstånd. Brottet hade kommit till rättsväsendets kännedom tack vare Paradisläckan.

## Författarskap
Nesser har rönt internationell framgång med sina kriminalromaner om Van Veeteren, kommissarie och sedermera bokhandlare i den fiktiva staden Maardam. De har översatts till de flesta europeiska språk. Vid sidan av kriminalromaner har Nesser skrivit romaner i mer litterär stil, vilka också har nått en stor publik. Mest känd är Kim Novak badade aldrig i Genesarets sjö.

### Fiktiva städer

#### Maardam
I Nessers romaner om kriminalkommissarie Van Veeteren och i Paula Polanskis Straff utspelar sig handlingen i den fiktiva staden Maardam.

#### Kymlinge
I Nessers romaner om kriminalkommissarie Gunnar Barbarotti utspelar sig handlingen i den fiktiva staden Kymlinge. I första boken, Människa utan hund, framgår det att Kymlinge har ungefär 70 000 invånare och ligger någonstans i Västsverige, men också uppvisar vissa likheter med Nessers hemstad Kumla.

#### K–
I Nessers Kumlaromaner – Kim Novak badade aldrig i Genesarets sjö, Och Piccadilly Circus ligger inte i Kumla, Skuggorna och regnet, Himmel över London och Elva dagar i Berlin – utspelas delar av handlingen i den fiktiva staden K–, som lånat det mesta av Kumla. Boken Eugen Kallmanns ögon utspelar sig nästan uteslutande i K–, men detta K– ligger i stället i Norrlands inland. 

### Barbarotti
- 2006 – Människa utan hund, kriminalroman. Första boken i serien om kriminalinspektör Gunnar Barbarotti
- 2007 – En helt annan historia, kriminalroman. Andra Barbarotti-boken
- 2008 – Berättelse om herr Roos, kriminalroman. Tredje Barbarotti-boken
- 2010 – De ensamma, kriminalroman. Fjärde Barbarotti-boken
- 2012 – Styckerskan från Lilla Burma, kriminalroman. Femte Barbarotti-boken
- 2018 – De vänsterhäntas förening, roman där både Van Veeteren och Barbarotti medverkar
- 2020 – Den sorgsne busschauffören från Alster, roman med Barbarotti
- 2021 – Schack under vulkanen, roman med Barbarotti
- 2023 – Det kom ett brev från München, kriminalroman. Åttonde Barbarotti-boken
- 2024 – Ung mans färd mot natt, kriminalroman. Nionde Barbarotti-boken
- 2025 – Det finmaskiga nätet, kriminalroman. Tionde Barbarotti-boken

## Priser och utmärkelser
- 1993 – Debutant-diplomet
- 1994 – Bästa svenska kriminalroman för Borkmanns punkt
- 1996 – Bästa svenska kriminalroman för Kvinna med födelsemärke
- 1998 – Lundequistska bokhandelns litteraturpris
- 1999 – Nerikes Allehandas kulturpris
- 2000 – Glasnyckeln för bästa kriminalroman i Norden för Carambole
- 2002 – Årets författare (SKTF) för Och Piccadilly Circus ligger inte i Kumla
- 2003 – Årets länsförfattare i Örebro län
- 2006 – Palle Rosenkrantz-priset för Skuggorna och regnet
- 2006 – Sveriges Radios novellpris för Förrättningen
- 2007 – Bästa svenska kriminalroman för En helt annan historia
- 2008 – Pocketpriset, guld i kategorin "deckare" för Människa utan hund
- 2014 – Palle Rosenkrantz-priset för Levande och döda i Winsford
- 2016 – Filosofie hedersdoktor vid Örebro universitet, Fakulteten för humaniora och socialvetenskap
- 2019 – H.M. Konungens medalj i guld av 8:e storleken (2019) för betydande insatser som författare.[14]